# Växjö landsförsamling
Växjö landsförsamling var en församling i Växjö stift. Den uppgick 1940 i Växjö församling.

## Administrativ historik
Församlingen har medeltida ursprung.
Församlingen ingick i ett pastorat med Växjö stadsförsamling, där från 1 maj 1924 även Öjaby församling ingick.